# Oliver Ziegler
Oliver Ziegler (* 14. Februar 1979 in Ottweiler) ist ein deutscher Musiker und Filmemacher.

## Leben
Ziegler wuchs in Neunkirchen/Saar auf. Er studierte zunächst an der Universität des Saarlandes Musikwissenschaft, Psychologie und Philosophie, wechselte dann aber an die Ruhr-Universität Bochum und später an die Universität Mainz, um dort Filmwissenschaft, Musikwissenschaft und Psychologie zu studieren.
Ab 2004 arbeitete er zwei Jahre lang am Saarländischen Staatstheater als Regieassistent, Abendspielleiter und Bühnenmusiker. In dieser Zeit leitete er auch die Theater-Bigband Titanic Disaster Combo, die 2005 die EP Full Steam Ahead veröffentlichte.
Von 2006 bis 2013 war er als musikalischer Leiter und Bühnenmusiker in diversen Schauspielproduktionen des Saarländischen Staatstheaters tätig. In dieser Zeit gründete er auch die Filmproduktionsplattform Kaskade e.V. - Society of Independent Filmmaking und realisierte als Vorsitzender den Independent-Kinofilm ...und Exitus, den Dokumentarfilm Schlesiengrube, eine Heimatgeschichte, sowie den experimentellen Kurzfilm The Last Satisfaction. ...und Exitus feierte 2011 auf dem Max Ophüls Filmpreis Premiere, war u. a. auf dem Beloit Filmfest (USA) in der offiziellen Auswahl und erhielt auf dem Jarkata Filmfest (Indonesien) eine lobende Erwähnung.
2007 veröffentlichte er mit dem Projekt The Bullseye Baggies eine weitere EP (Bag of Nightmares).
Seit 2013 lebt Oliver Ziegler mit seiner Frau, der Schauspielerin und Filmemacherin Dorothea Lata, in Stolberg/Südharz. Er arbeitet als freiberuflicher Musiker und Filmemacher.
Seit 2017 tourt er mit seinem Solo-Projekt OZ in Deutschland und veröffentlichte seitdem zwei neue Singles (Pain und Sad Santa).
2018 realisierte er im Rahmen eines Arbeitsstipendiums der Kunststiftung des Landes Sachsen-Anhalt und der Kloster Bergesche Stiftung die dokumentarische Installation 95 – Das Larouette Protokoll, die 2019 im Rahmen der Ausstellung „Würde“ in der Villa Amsberg in Braunschweig Premiere feierte.

## Diskografie

### Extended Play
- 2000: On the Line (The Laundry)
- 2004: Full Steam Ahead (Titanic Disaster Combo)
- 2007: Bag of Nightmares (The Bullseye Baggies)

### Singles
- 2017: Pain (OZ)
- 2019: Sad Santa (OZ)

## Filmografie
- 2003: Backstage (D, 20 Min., Buch/Produktion/Regie)
- 2004: El Chi (D, 25 Min., Buch/Produktion/Regie)
- 2011: ...und Exitus (D, 81 Min., Buch/Produktion/Regie/Musik)
- 2013: Schlesiengrube (D, 60 Min., Produktion)
- 2014: Be Fair – Everywhere (D, 3 Min., Buch/Produktion/Regie/Musik)
- 2015: The Last Satisfaction (D, 14 Min., Buch/Produktion/Regie/Musik)
- 2016: Out of Bed (D, 3 Min., Buch/Produktion/Regie/Musik)
- 2018: 95 – Das Larouette Protokoll (D, 37 Min., Buch/Produktion/Regie/Musik)
- 2019: Sad Santa (D, 6 Min., Buch/Produktion/Regie/Musik)
- 2020: Don Quixote (D, 4 Min., Buch/Produktion/Regie/Musik)